# Иванурме
И́ванурме (ест. Õvanurme küla) — село в Естонії, у волості Тарту повіту Тартумаа.

## Населення
Чисельність населення на 31 грудня 2011 року становила 42 особи.

## Історія
До 25 жовтня 2017 року село входило до складу волості Табівере повіту Йиґевамаа.